# Dorothy Drew
Dorothy Drew fue una intérprete de vodevil estadounidense, quién se rumoreaba que se había casado con James J. Jeffries en noviembre de 1900. En ese momento, Drew había hecho una aparición en "The Young Plumber", una obra de teatro de género cómico en Poli's Vaudeville, ubicado en New Haven (Connecticut). Jeffries negó públicamente haberle propuesto matrimonio a Drew el 2 de diciembre de 1900.
Tenía un talento versátil, y fue anunciada como bailarina durante una actuación en el Casino Roof Garden., en julio de 1896. En enero de 1895, Drew bailó y cantó canciones en el Manhattan Athletic Club durante el Día de las Damas.